# Bengalia ferruginea
Bengalia ferruginea är en tvåvingeart som först beskrevs av Carl Ludwig Doleschall 1857.  Bengalia ferruginea ingår i släktet Bengalia och familjen spyflugor. Inga underarter finns listade i Catalogue of Life.